# Liederen en dansen van de Dood (Aho)
Liederen en dansen van de Dood is een compositie van Kalevi Aho. Het is een bewerking van het gelijknamige werk van Modest Moessorgski. Het arrangement is geschreven op de stem van de bas Martti Talvela; die wilde de Liederen zingen tijdens een concert in Minneapolis, maar vond binnen de diverse bewerkingen geen passende bij zijn stem. Aho wilde niet te ver afwijken van het originele werk, want daarvoor is het werk binnen het liederenrepertoire te bekend en geliefd.
De titel van de bundeling van vier liederen verwijst naar de alom aanwezige dood:
1. Wiegelied, een moeder zit naast haar zieke kind, dat door de Dood wordt opgehaald;
2. Serenade, een ridder, vertegenwoordiger van de Dood, neemt een ziek meisje tot zich;
3. Trepak, een dronken boer raakt verdwaalt in een sneeuwstorm, de Dood maakt een dansje (trepak) met hem;
4. Maarschalk, die het slagveld overziet, de Dood komt de gevallenen ophalen en deelt alvast mee dat ze nooit meer terugkomen.

De eerste uitvoering van deze bewerking vond plaats in Minneapolis. Talvela zong het met het Minneapolis Symphony Orchestra onder leiding van Sir Neville Marriner op 1 oktober 1984.

## Orkestratie
Aho schreef zijn versie voor:
- bas
- 2 dwarsfluiten, 3 hobo’s, 2 klarinetten, 2 fagotten
- 3 hoorns, 2 trompetten, 3 trombones, 1 tuba, 1 eufonium
- pauken, 2 man/vrouw percussie, 1 harpen
- violen, altviolen, celli, contrabassen

## Discografie
- Uitgave BIS Records: Matti Salminen (bas), Symfonieorkest van Lahti o.l.v. Osmo Vänskä